# Rhode Island
Rhode Island [ˌɹoʊdˈaɪlənd] je površinski najmanja država SADa. Puno ime Rhode Islanda je State of Rhode Island. Naziv Rhode Island dolazi od nizozemskog   't Roode Eylandt (=crveni otok), kako je pronađeno na mapi nizozemskog istraživača Adriaen Blocka (1567–1627) (zbog crvene boje zemlje).  Nadimak joj je  "The Ocean State" (Oceanska država).

## Okruzi (Counties)
Rhode Island se satoji od 5 okruga (counties)